# Чемпионат мира по полумарафону 1998
Чемпионат мира по полумарафону 1998 года прошёл 27 сентября 1998 года в Устере (Швейцария).
Дистанция полумарафона проходила по улицам города. Всего было проведено 2 забега. Определялись чемпионы в личном первенстве и в командном. Командный результат — складываются три лучших результата от страны и по сумме наименьшего времени определяются чемпионы.
В соревнованиях приняли участие 236 легкоатлетов из 54 стран мира.

## Результаты

### Мужчины
| Первенство | Золото                                                  | Серебро                                               | Бронза                                                           |
| Личное     | Пол Коэч 1:00.01                                        | Хендрик Рамаала 1:00.24                               | Халид Сках 1:00.24                                               |
| Командное  | ЮАР · Хендрик Рамаала · Герт Тис · Абнер Чипу · 3:02.21 | Кения · Пол Коэч · Шем Корориа · Джон Гвако · 3:03.07 | Эфиопия · Ибрахим Сейд · Гирма Алемайеху · Аддис Абебе · 3:05.18 |

### Женщины
| Первенство | Золото                                                     | Серебро                                                              | Бронза                                                       |
| Личное     | Тегла Лорупе 1:08.29                                       | Элана Мейер 1:08.32                                                  | Лидия Симон 1:08.58                                          |
| Командное  | Кения · Тегла Лорупе · Джойс Чепчумба · Ли Малот · 3:29.43 | Румыния · Лидия Симон · Кристина Помаку · Константина Дита · 3:32.19 | Испания · Джулия Вакуеро · Мара Ларрага · Роко Рос · 3:34.18 |